# Kaliumphosphid
Kaliumphosphid ist eine anorganische chemische Verbindung des Kaliums aus der Gruppe der Phosphide.

## Gewinnung und Darstellung
Kaliumphosphid kann durch Reaktion von Kalium mit Phosphor unter Argon bei 200 °C gewonnen werden.
{\displaystyle \mathrm {3\ K+P\longrightarrow K_{3}P} }

## Eigenschaften
Kaliumphosphid ist ein außerordentlich luftempfindlicher grüner Feststoff mit hexagonaler Kristallstruktur (Raumgruppe P63/mmc (Raumgruppen-Nr. 194), Gitterparameter a = 5,691 Å und b = 10,05 Å).  Er reagiert heftig mit Wasser. Die Struktur enthält zwei kristallographisch verschiedene Kaliumionen. Das erste ist trigonal-planar von drei Phosphidionen umgeben, das zweite tetraedrisch.